# Wenzel Sedlák
Wenzel Sedlák in lingua ceca Václav Sedlák (Jezbořice, 4 agosto 1776 – Vienna, 20 novembre 1851) è stato un arrangiatore e clarinettista boemo.
Trascrisse opere orchestrali su Harmoniemusik.

## Biografia
Nel 1805 fu clarinettista al servizio della famiglia Auersperger. Nel 1808 succedette a Josef Triebensee come maestro di cappella dell'ensemble di armonie sotto Alois I nel castello di Valtice (Feldsberg). Tra l'altro curò il Fidelio di Beethoven e Il barbiere di Siviglia di Rossini.